# Геёвка (Харьковская область)
Геёвка (укр. Геївка) — село, Нижнебишкинский сельский совет, Змиёвский район, Харьковская область, Украина.

## Географическое положение
Село Геёвка находится на правом берегу реки Северский Донец, выше по течению на расстоянии в 7 км расположено село Нижний Бишкин, ниже по течению в 5-и км — село Донец.
Берег реки сильно заболочен и образует много лиманов и озёр.
Вокруг села несколько лесных массивов (дуб).
Через село протекает пересыхающий ручей с запрудой.
Западная часть села раньше было посёлком Новочеркасский.

## История
- 1730 — дата первого упоминания села. Первоначальное название - Бурлей[1].

Являлось селом Лиманской волости Змиевского уезда Харьковской губернии Российской империи.
Во время Великой Отечественной войны село находилось под немецкой оккупацией.
Население по переписи 2001 года составляло 117 (46/71 м/ж) человек.

## Экономика
- Молочно-товарная ферма.

## Объекты социальной сферы
- Клуб.

## Достопримечательности
- Братская могила советских воинов.